# Phylocentropus auriceps
Phylocentropus auriceps is een schietmot uit de familie Dipseudopsidae. De soort komt voor in het Nearctisch gebied.